# Marika Takeuchi
Pour les articles homonymes, voir Takeuchi.
Marika Takeuchi (竹内まりか) née le 14 mars 1987 à Kawasaki, est une compositrice contemporaine de films, productrice de musique et pianiste japonaise.

## Éducation
Takeuchi est diplômée du Berklee College of Music de Boston et du Shobi Music College de Tokyo.

## Biographie
Marika Takeuchi commence ses études de musique en tant que pianiste classique à l'âge de trois ans. Enfant, elle pratique également le violon et le cor français pendant plusieurs années.
Elle commence sa carrière en composant des musiques additionnelles pour les émissions de radio de NHK FM et en écrivant des chansons pour l'album STEP de la chanteuse d'Universal Music Japan, Nami Tamaki. Son deuxième album Impressions est nommé pour le prix du Meilleur album néo-classique aux 10e Zone Music Reporter Annual Music Award, et pour l'Album de l'Année lors de la 4e édition du prix annuel Reviews New Age Awards. Son troisième album, Rain Stories, sort en 2014 chez MRG Recordings. Son quatrième album, Colors in the Diary, produit par Will Ackerman sort en avril 2016. Pour la première fois, elle collabore avec le violoncelliste Eugene Friesen et le violoniste de l'Orchestre symphonique de Boston Si-Jing Huang,,.
Marika Takeuchi compose également la musique de plusieurs films et publicités. Elle écrit la musique de la vidéo The Arctic Light du photographe de paysages norvégien Terje Sørgjerd (et). Cette composition est ensuite publiée en single et utilisée dans de nombreux courts métrages et publicités à travers le monde. On peut notamment citer une publicité télévisée pour l'Université Curtin en Australie et l'Office du tourisme norvégien (Visit Norway). Elle compose la musique de plusieurs courts métrages primés, dont More Than One, réalisé par Takahisa Shiraishi. Prenant position pour la conservation de la vie marine, elle compose la musique du documentaire A Whale of Time in the Gulf of Maine de Whale and Dolphin Conservation pour sa sortie en DVD.
En juin 2018, elle sort les singles Found et Night Time, avant de sortir son dernier album Melding en juillet 2018, produit par le label londonien Bigo & Twigetti,.  Il lui est également demandé d'écrire un solo pour piano, Bloom, pour l'album Holes in the Sky, de la pianiste Lara Downes, qui est produit par Sony Masterworks et diffusé en mars 2019,. En plus de ses sorties en tant qu'artiste, elle compose de la musique pour des bibliothèques musicales, comme West One Music Group et Fujipacific Music Inc. Ses EP Daydream et Missing Piece sortent respectivement en novembre 2019 et mai 2020. En juillet 2022, elle sort son dernier album Lost Letters sur West One Music Group.

## Vie personnelle
Marika Takeuchi est en relation avec le producteur américain Michael A. Pruss. Ils ont une fille, Emily, à l'été 2022. Ils se sont mariés au Japon en février 2023.

## Discographie

### Albums
- Impressions (2013, MRG Recordings)[15]
- Histoires de pluie (2014, MRG Recordings)
- Couleurs dans le journal (2016, Marika Takeuchi)
- Fusion (2018, Bigo & Twigetti)
- Lettres perdues (2022, West One Music Group)

### EP
- Night Dream (2011, Marika Takeuchi)
- Daydream (2019, Bigo & Twigetti)
- Missing Piece (2020, Bigo & Twigetti)

### Singles
- The Arctic Light (2011, Marika Takeuchi)
- Found (2018, Bigo & Twigetti)
- Night Time (2018, Bigo & Twigetti)
- Driven (2019, Bigo & Twigetti)
- Out Looking In (2020, étiquette de filtre)
- The Pain That You Use (2021, Filter Label)

### Compilations
- Holes in the Sky de Lara Downes, Bloom morceau 17 (2019, Sony Masterworks)
- The Gathering IV par divers artistes, Green Field  morceau 6 (2019, West River Records)
- Scale par divers artistes, Forgotten morceau 15  (2019, Bigo & Twigetti)
- The Hygge Collection Vol.1 par divers artistes,  Five for Silver, morceau 5 (2020, Sonder House)
- Perceptions par divers artistes, Unspoken Words morceau 13 (Bigo & Twigetti)
- 10 Valses de divers artistes, Recovery, morceau 6 (2021, Bigo & Twigetti)
- Perception Vol. 2 de divers artistes, Breathe Out, morceau13 (2021, Bigo & Twihetti)
- The Shape of Piano To Come, par divers artistes, Distanced, morceau 12 (2021, INRI Classic)
- For Ukraine de divers artistes, Brighter Days, morceau 18 (2022, Headphone Commute)
- Perception Vol. 3 de divers artistes, Closer, morceau 8 (2022, Bigo & Twigetti)

### Bandes son
- The Arctic Light (court métrage, 2011)
- The Shoe (court-métrage, 2012)
- Finding Ambrosia (court-métrage, 2012)
- Horizons: 50 Years (court-métrage, 2013)
- Without You (court-métrage, 2014)
- More Than One (court-métrage, 2015)
- Link to a Dream Journey (série télévisée, 2017)
- The Vanishing Hitchhiker

### Bibliothèques musicales
- Post Classical 〜起・承・転・結〜 (2018, Fujipacific Music Inc)
- Post Classical 〜雪・月・風・花〜 (2019, Fujipacific Music Inc)
- Phenomenal Women Vol. 3 (2019, MPATH/APM)
- WABI-SABI Vol. 6 (2019, Fujipacific Music Inc)
- Savannahs (2020, musique extrême)
- Emotive Classical Piano (2021, West One Music Group)
- Bright Horizons (2022, West One Music Group)